# Янгиюльский район
Янгиюльский район (тума́н; узб. Yangiyoʻl tumani / Янгийўл тумани) — район в Ташкентской области Узбекистана. Административный центр — городской посёлок Гульбахор.

## История
Янгиюльский район был образован в 1926 году. В 1938 году вошёл в состав Ташкентской области. 4 марта 1959 года к Янгиюльскому району была присоединена часть территории упразднённого Октябрьского района.

## География
Граничит на севере с Казахстаном (23,32 км), а также с Зангиатинским, Чиназским, Куйичирчикским районами и городом Ташкент. Площадь района — 431,5 км² (43 148 га), из них:
- сельскохозяйственные земли — 24 073 га, в т.ч. пашня — 20 048 га;
- засолённая — 123 га (0,51%);
- многолетние насаждения — 2836 га;
- залежи, пастбище — 1066 га;
- балл-бонитет — 60 баллов;
- жилые дома, приусадебные участки — 6399 га;
- автодороги — 124 га;
- леса — 830 га;
- социальные объекты, улицы — 566 га;
- прочие земли (реки, холмы, промзоны, линии электропередач) — 11 156 га.

## Население
Население района — 246 200 человек. Национальный состав: узбеки — 70,8% (174 300), казахи — 10,2% (25 100), таджики — 1,7% (4200), русские — 7,4% (18 200) и другие — 9,9% (24 400).

## Административно-территориальное деление
По состоянию на 25 августа 2017 года, в состав района входят:
- 5 городских посёлков:

1. Гульбахор;
2. Бозсу;
3. Нов;
4. Кирсадок;
5. Ковунчи.

- 8 сельских сходов граждан:

1. имени А. Артыкова;
2. Кошагач;
3. имени У. Мусаева;
4. Навбахор;
5. Ниязбаш;
6. Халкабад;
7. Шуралисай;
8. Эски-Каунчи.

## Экономика и промышленность
Бюджет района не является дотационным. Госзаказ по пшенице (21 100 тонн) выполнен в 2012 году на 101,1%. Район специализируется на производстве сельскохозяйственной и промышленной продукции.
Промышленные предприятия (10):
- ООО «Биллюр-текстиль» (производство текстильной продукции),
- ОАО «Янгиюль полиграф сервис» (производство бумажно-беловых товаров),
- ОАО «Биокимё» (производство пищевого и этилового спирта),
- ОАО «Янгиюль ёг мой» (производство растительного масла и хозяйственного мыла).

СП (53):
- СП «Ист Вест Янгиюль» (производство пищевой продукции),
- СП «Персия» (производство обуви),
- СП «Оптимум билдинг» (производство строительных материалов),
- СП Росси С.А. и СП Лаззат КИЧАЖ (производство кондитерских изделий),
- СП «Фараз ЛТД» (производство швейной продукции).

Объём промышленной продукции — 151,8 млрд. сум, темп роста к соответствующему периоду 2011 года — 119,6%.
Объём сельскохозяйственной продукции — 263,6 млрд. сум, темп роста к соответствующему периоду 2011 года — 110,3%.
Субъектов малого бизнеса — 3281 (в т.ч. 716 фермерских хозяйств, площадь в среднем — 40,9 га). Животноводческих ферм — 25, рыбоводческих — 9.